# Jabłoń (Lublin)
Jabłoń is een dorp in het Poolse woiwodschap Lublin, in het district Parczewski. De plaats maakt deel uit van de gemeente Jabłoń en telt 1300 inwoners.